# 五星街道 (牡丹江市)
五星街道，是中华人民共和国黑龙江省牡丹江市东安区下辖的一个乡镇级行政单位。

## 行政区划
五星街道下辖以下地区：
建福社区、热电社区、林机社区和绿洲康城社区。